# Chili

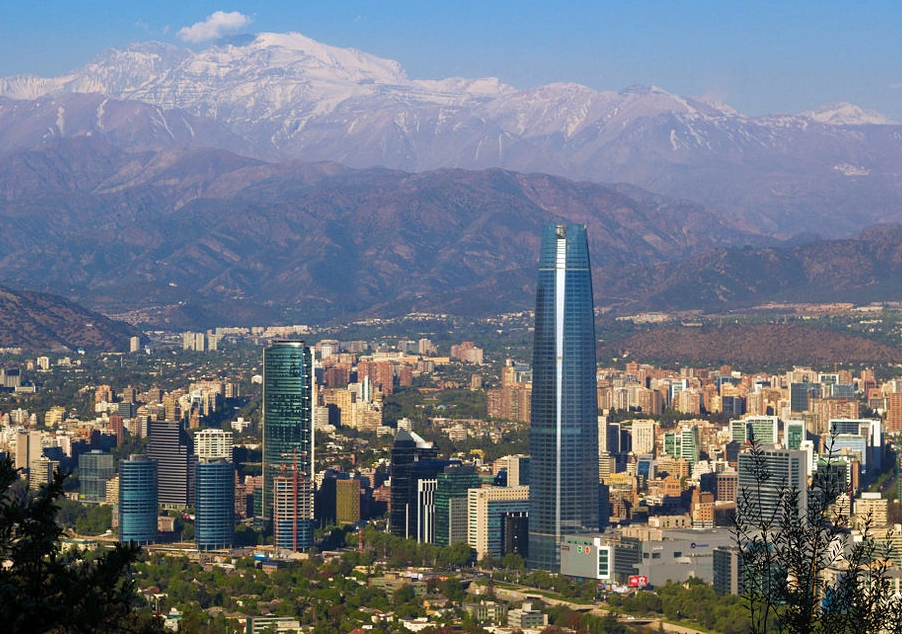
Santiago de Chile

Chili (Spaans: Chile), officieel de Republiek Chili (Spaans: República de Chile), is een land in Zuid-Amerika met als buurlanden Peru, Bolivia en Argentinië. Het ligt tussen de Grote Oceaan en de Andes. De hoofdstad is Santiago, het parlement zetelt in Valparaíso. Het land maakt ook aanspraak op een stuk van Antarctica (ditzelfde stuk wordt ook grotendeels door Argentinië opgeëist). Om deze reden staat de obelisk die het officiële geografische middelpunt van Chili markeert ook in het zuiden, bij de stad Punta Arenas, vlak bij Vuurland. De Juan Fernández-archipel, Desventuradaseilanden, Salas y Gómez en Paaseiland, dat zeer ver ten westen van het vasteland ligt, horen ook bij Chili
Volgens de Transparency International is Chili het op Uruguay na minst corrupte land van Latijns-Amerika, met een score van 7,0 op een tienpuntenschaal.
Chili is lid van Asia-Pacific Economic Cooperation, de Organisatie van Amerikaanse Staten (OAS), van de Organisatie voor Economische Samenwerking en Ontwikkeling (OESO) en was medeoprichter van de Pacifische Alliantie. Het hoofdkantoor van de Economische Commissie voor Latijns-Amerika en het Caribisch Gebied van de Verenigde Naties is in Chili gevestigd.
Chili heeft een van de vijf mediterrane ecoregio's in de wereld; de gematigde winters en droge, hete zomers bieden ideale omstandigheden voor de landbouw en andere productieve activiteiten.

## Geschiedenis
De vroegst bewoonde plek in Chili, Monte Verde, is gedateerd op 12.500 jaar geleden. De vroegste menselijke resten die op het Chileense grondgebied zijn gevonden dateren van ongeveer 10.500 jaren geleden.

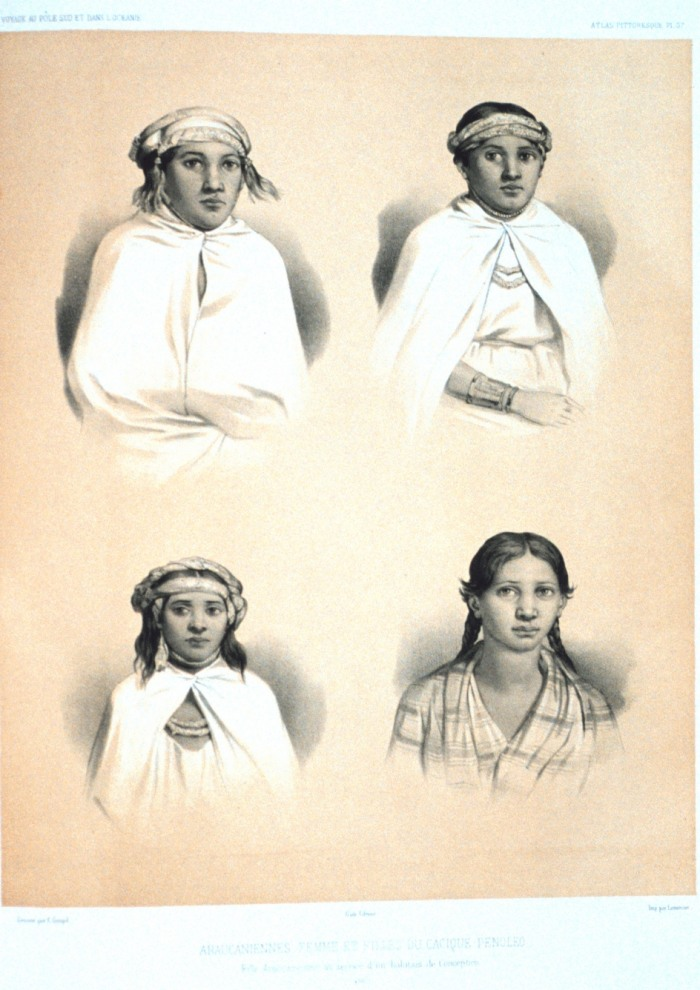
De Mapuche waren de oorspronkelijke inwoners van centraal en zuidelijk Chili

Het grondgebied van het huidige Chili werd bewoond door verschillende oorspronkelijke Zuid-Amerikaanse stammen zoals de Aymara in het noorden, Mapuche in het midden en de Yagán en Kawésqar (ook Alacaluf genoemd) in het zuiden. De Inca-heerser Huayna Capac veroverde tussen 1493 en 1527 een groot deel van het noorden van Chili, tot aan de Maule. Daar stuitten de Inca's op hevig verzet van de Mapuche-stammen.
De eerste Spaanse ontdekkingsreiziger was Diego de Almagro die in het jaar 1535 vanuit Peru, via Argentinië, Chili bereikte. Het was echter pas met de expeditie van Pedro de Valdivia in 1540-1541 dat de eerste blijvende Spaanse nederzettingen werden gevestigd.
In 1810 verklaarde het land zich onafhankelijk en brak de Chileense Onafhankelijkheidsoorlog uit. Hoewel de Spanjaarden de kolonie in 1814 heroverden, wisten de Chilenen onder leiding van de generaal Bernardo O'Higgins drie jaar later alsnog de overwinning te behalen. Na de onafhankelijkheid werd O'Higgins de vijfde opperste directeur van Chili, maar zijn liberale beleid leidde ertoe dat hij in 1823 door conservatieven werd afgezet.
Van 1879 tot 1884 was Chili in oorlog met zowel Peru als Bolivia met als inzet de salpetervelden in het noorden, een grensstreek van de drie landen. Chili won deze Salpeteroorlog (ook wel Oorlog van de Stille Zuidzee genoemd) en nam grote delen van Peruaans en Boliviaans grondgebied in. De jonge republiek voerde ook oorlog met de Mapuche-indianen, die zich tot dusverre altijd hadden weten te weren.
Eind 19e eeuw besloot de Chileense regering het zuidelijke deel van Chili te bevolken en stuurde hiervoor officiële delegaties naar Europa. In die jaren zijn met name veel Duitsers naar Chili geëmigreerd.
Gedurende de 19e eeuw was Chili een van de meest stabiele landen van Latijns-Amerika, totdat in 1891 de Chileense Burgeroorlog uitbrak. José Manuel Balmaceda, die werd gesteund door het leger, delfde het onderspit tegen het Congres dat werd gesteund door de Chileense Marine. Balmaceda pleegde zelfmoord. De grondwet werd voortaan 'parlementaristisch geïnterpreteerd', waarmee het zwaartepunt verschoof van de president naar het Congres.
Chili heeft een lange democratische traditie. Met een onderbreking in de jaren 20 en 30 van de twintigste eeuw hield het leger zich afzijdig van de politiek. Tussen 1923 en 1938 vonden verschillende regeringswisselingen plaats, waarin de charismatische generaal Carlos Ibáñez del Campo een grote rol speelde, en werd een nieuwe presidentialistische grondwet uitgeroepen. Vanaf 1938 werd de politiek gedomineerd door de Radicale Partij, in veel opzichten een voortzetting van de oude liberalen. De christendemocratische regering van Eduardo Frei Montalva kwam in de jaren 60 niet veel verder dan de belofte van een groene revolutie. In 1970 won een coalitie Unidad popular van communisten, socialisten en radicalen onder leiding van de arts Salvador Allende de verkiezingen.
Op 11 september 1973 pleegde generaal Augusto Pinochet een militaire staatsgreep. De socialistische president Salvador Allende kwam daarbij om het leven. De daaropvolgende 17 jaar ging het land gebukt onder een militaire dictatuur. In 1990 keerde de democratie terug.

### Illegale adopties naar Nederland tijdens de dictatuur
Tijdens de militaire dictatuur van generaal Augusto Pinochet (1973–1990) werden duizenden Chileense kinderen illegaal ter adoptie aangeboden aan buitenlandse gezinnen. Tussen de jaren 70 en 80 zouden naar schatting 20.000 tot 25.000 kinderen onder dubieuze omstandigheden zijn weggehaald bij hun biologische ouders, vaak met vervalste documenten of zonder wettige toestemming. Deze kinderen werden geadopteerd naar landen als Zweden, de Verenigde Staten, Duitsland en Nederland.
In Nederland kwamen deze praktijken opnieuw in de aandacht door de podcastserie De gestolen kinderen, geproduceerd door dagblad Trouw. De serie volgt het verhaal van Mirjam Hunze, een van de kinderen die in 1972 vanuit Chili naar Nederland werd geadopteerd, en onderzoekt de betrokkenheid van de Nederlandse non Truus Kuijpers, die jarenlang het kindertehuis Las Palmas in Santiago leidde. Kuijpers wordt postuum in verband gebracht met grootschalige adoptiefraude.. 
Ook de podcastserie De Adoptienon van Hart van Nederland belicht de rol van Truus Kuijpers en bevat interviews met geadopteerden en betrokkenen.

## Bevolking
Volgens de volkstelling van 2017 woonden er 17.574.003 mensen in Chili, waarmee het het vierenzestigste land ter wereld is qua aantal inwoners. De volkstelling van 2002 leverde een aantal op van 15.116.435 inwoners. 59% van de bevolking is rooms-katholiek.

### Samenstelling

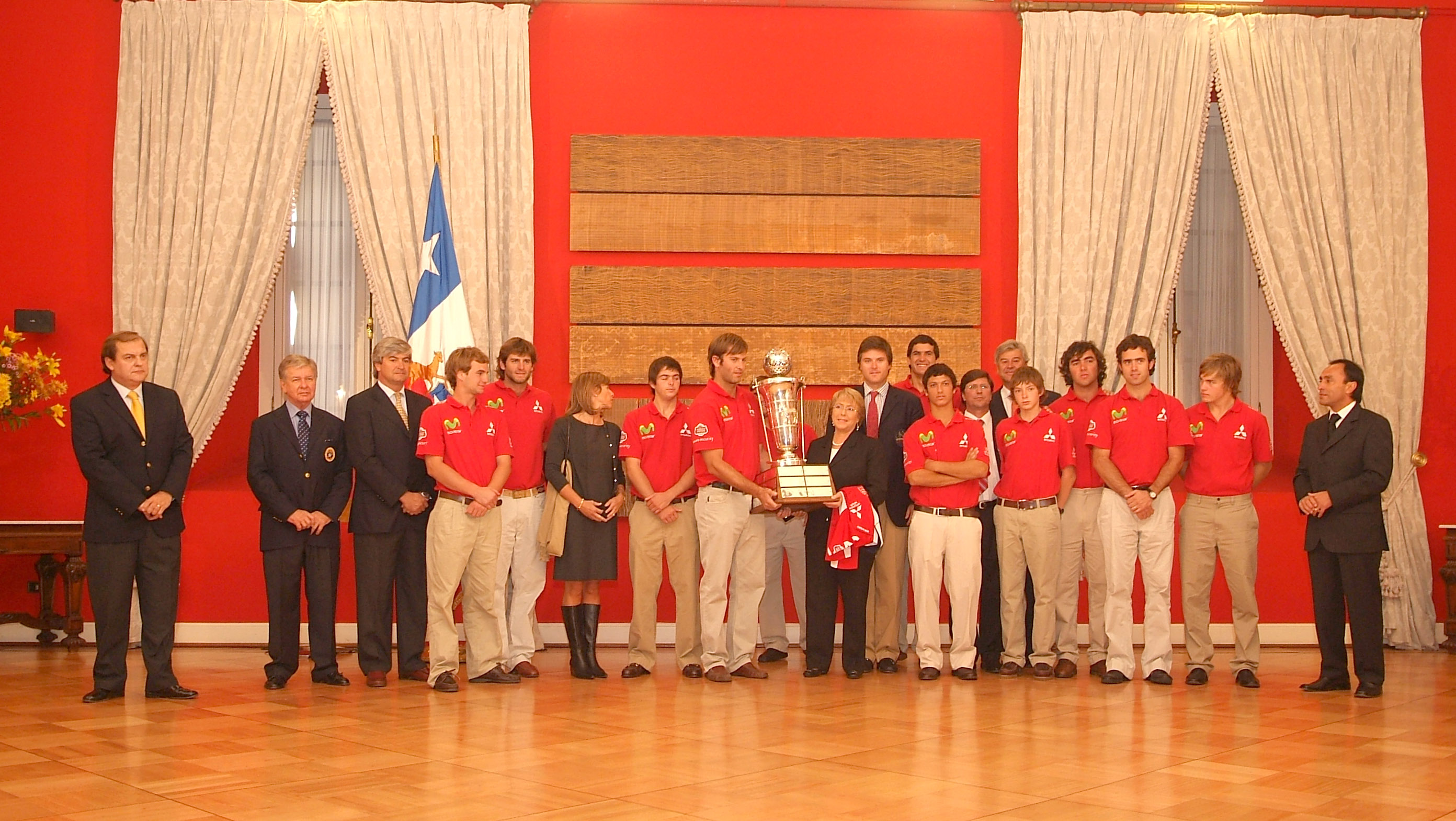
Chileens poloteam, met president Michelle Bachelet, na het winnen van het wereldkampioenschap in 2008.

Chilenen zijn voor het grootste deel mestiezen en nazaten van immigranten uit diverse Europese landen, waarbij de nakomelingen van Spaanse (voornamelijk Baskische) immigranten overheersen, alsmede ook Duitsers, Zwitsers, Fransen, Engelsen en Kroaten.
Ongeveer 52,7% (8,8 miljoen) van de bevolking stamt van Europeanen af, 44% is Mesties en 3,2% van de bevolking is Indiaan.
De grootste etnische groep waaruit de Chileense bevolking bestaat is afkomstig uit Spaans Baskenland en Frans-Baskenland. Chilenen van Baskische afkomst worden geschat tussen de 10% (1.600.000) en 27% (4.500.000) van de Chileense bevolking.
In de 18e, 19e, 20e eeuw kwamen er geen Spaanse Europese immigranten in Chili aan en in het begin van 1848 vond een grote en belangrijke Duitse immigratie plaats, die het fundament legde voor een grote Duits-Chileense gemeenschap. Aangemoedigd door de Chileense regering om de zuidelijke regio te koloniseren, kregen de Duitsers (waaronder Duitstalige Zwitsers, Sileziërs en Elzassers) een aanzienlijke invloed op het zuiden van Chili.
Daarnaast zijn er aanzienlijke groepen Chilenen van Schotse, Ierse, Italiaanse, Oostenrijkse, Nederlandse, Scandinavische, Portugese, Griekse en Palestijnse afkomst.
Door het ontbreken van plantages zijn naar Chili weinig Afrikaanse slaven geëxporteerd. Er leven daarom vergeleken met de buurlanden relatief weinig mensen van Afrikaanse afkomst.

### Talen
De officiële taal in Chili is Spaans. Andere talen zijn Duits, Engels, Mapudungun en Rapa Nui.

## Geografie

### Fysieke kenmerken

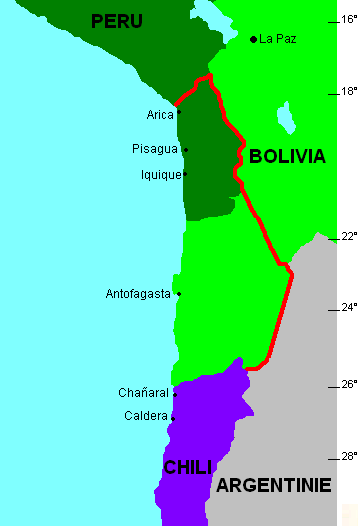
Chili veroverde tijdens de Salpeteroorlog gebieden op Peru en Bolivia. De kaart toont de grenzen van 1879; de rode lijn markeert de huidige grens

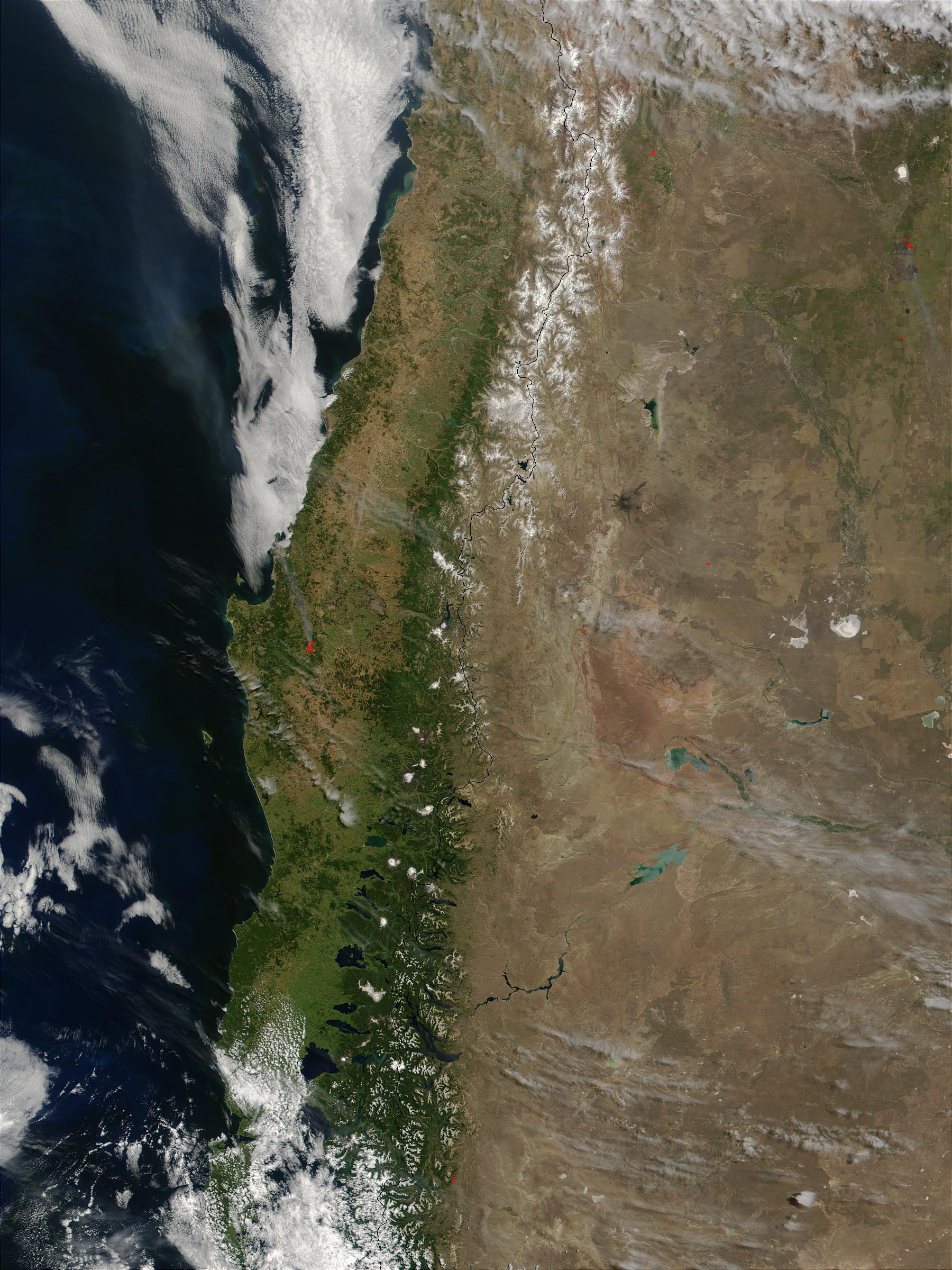
Satellietfoto van een deel van Chili en West-Argentinië

Chili is een opmerkelijk langwerpig land: van noord naar zuid 4329 kilometer lang (ongeveer de afstand van Brussel tot de Noordpool). Het is een geografisch geïsoleerd land; veel Chilenen zien hun land als een de-facto eiland. In het westen en zuiden wordt het land begrensd door de Grote Oceaan, aan de noordgrens ligt de Atacama, een van de droogste woestijnen ter wereld, en in het oosten rijst het reusachtige Andesgebergte op. In de Andes bevindt zich de Aconcagua, met 6.962 meter de hoogste berg van het Amerikaanse continent. Tussen de Andes en het Chileens Kustgebergte liggen de Centrale Valleien van Chili, waarin het grootste deel van de bevolking woont en die het geschiktst zijn voor landbouw. In het zuiden van het land lopen de gebergtes uit in fjorden en eilanden, en zijn er de grote ijsvlaktes, die, op Antarctica na, de grootste zoetwaterreserves ter wereld vormen. Aan de Straat Magellaan en het Beaglekanaal heeft Chili een kleine Atlantische kustlijn. Door zijn geografie heeft Chili een grote variatie aan landschapsvormen.
Chili bestaat uit vijf geografische regio's; van noord naar zuid de Norte Grande, Norte Chico, Zona Central, Sur en Extremo Sur. Het economische, politieke en demografische zwaartepunt ligt in de Zona Central. De twee noordelijke regio's zijn heet en droog en afhankelijk van mijnbouw en veeteelt. De zuidelijke regio's zijn groen, en vruchtbaar, en afhankelijk van de landbouw en bosbouw.
Chili bestuurt verder drie eilanden(groepen) in de Grote Oceaan, de Desventuradaseilanden, de Juan Fernández-archipel en Paaseiland. De Chileense regering eist ook de soevereiniteit op over een sector van Antarctica, maar Chili's claim wordt krachtens het Antarctisch Verdrag niet erkend.
Chili ligt in de zogeheten Ring van Vuur, een gebied rond de Grote Oceaan waar veel vulkaanuitbarstingen en aardbevingen voorkomen. Zo werd de kuststrook tussen Valparaíso en Valdivia in 1960 getroffen door de Grote Chileense Aardbeving, de zwaarste aardbeving die ooit is geregistreerd (9,5 op de schaal van Richter) Meer dan 1.600 mensen kwamen toen om het leven. De beving veroorzaakte een tsunami met tientallen meters hoge vloedgolven. Bij de aardbeving van Chili in 2010 (8,8 op de schaal van Richter) vielen honderden doden en ontstond weer een tsunami.

### Klimaat
Door Chili's enorme lengte kent het land een groot aantal klimaatzones. Van noord naar zuid zijn de volgende klimaatzones te onderscheiden:
- Het woestijnklimaat overheerst het noorden van Chili, onder andere in de Atacamawoestijn, waar op sommige plaatsen nog nooit regen gevallen is. Aan de kust heerst een gematigd klimaat; landinwaarts komen temperaturen voor van meer dan 30 °C, maar ’s nachts kan het afkoelen tot temperaturen rond het vriespunt.
- Het hooggebergte-woestijnklimaat overheerst de Altiplano, met weinig regen (50–300 mm per jaar) en veel lagere temperaturen dan in het noorden. Gedurende het hele jaar kan nachtvorst voorkomen.
- Het halfwoestijnklimaat overheerst het Kleine Noorden, met onregelmatige regenperiodes. Dit halfwoestijnklimaat gaat op bepaalde plaatsen over in een warm steppeklimaat met regen in de wintermaanden. Deze gebieden worden als aangenaam ervaren.
- Het mediterraan klimaat overheerst Midden-Chili tot aan de Bío Bío rivier, met eigenlijk alleen in de koele winters regenperiodes. De zomers zijn warm en droog en achter het kustgebergte bij de hoofdstad Santiago kan de temperatuur boven de 35 °C uitkomen.
- Het gematigd regenklimaat overheerst in de Araucanía en het merengebied, en is een overgangsgebied tussen een mediterraan en een gematigd klimaat. Alleen de zomermaanden zijn droog, de rest van het jaar regent het vrij veel. De gemiddelde temperatuur in december bedraagt zo'n 23 °C.
- Het maritiem klimaat overheerst op de eilanden langs de kust en een zone vlak langs de kust. Zeewinden duwen vochtige oceaanlucht tegen de bergen omhoog, waardoor er het hele jaar door grote hoeveelheden neerslag vallen, van 2000 tot 5000 mm per jaar.
- Het hooggebergteklimaat overheerst de Patagonische Andes, met veel stormen en sneeuw. Richting Vuurland daalt de sneeuwgrens naar 800 meter.
- Het continentaal steppeklimaat overheerst op de Patagonische vlaktes, met droge zomers en een jaarlijkse neerslag van 200–500 mm. De gemiddelde jaartemperatuur bedraagt slechts 6-10 °C.
- Op Paaseiland heerst een subtropisch klimaat met het hele jaar door regen (ca. 1150 mm), en een gemiddelde jaartemperatuur van iets meer dan 20 °C.
De Juan Fernandez-eilanden hebben een mediterraan klimaat met vooral in de winter regen (ca. 900 mm op jaarbasis), en een gemiddelde jaartemperatuur van 14 °C.

### Vegetatie

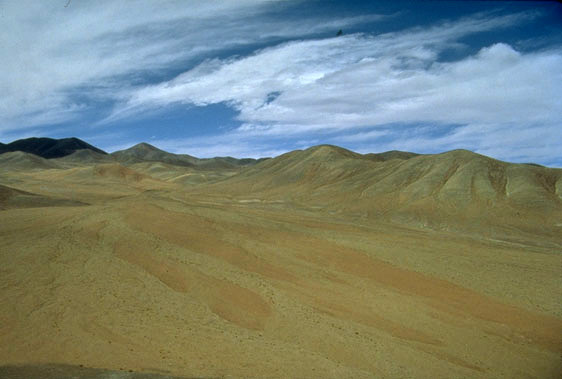
De Atacamawoestijn

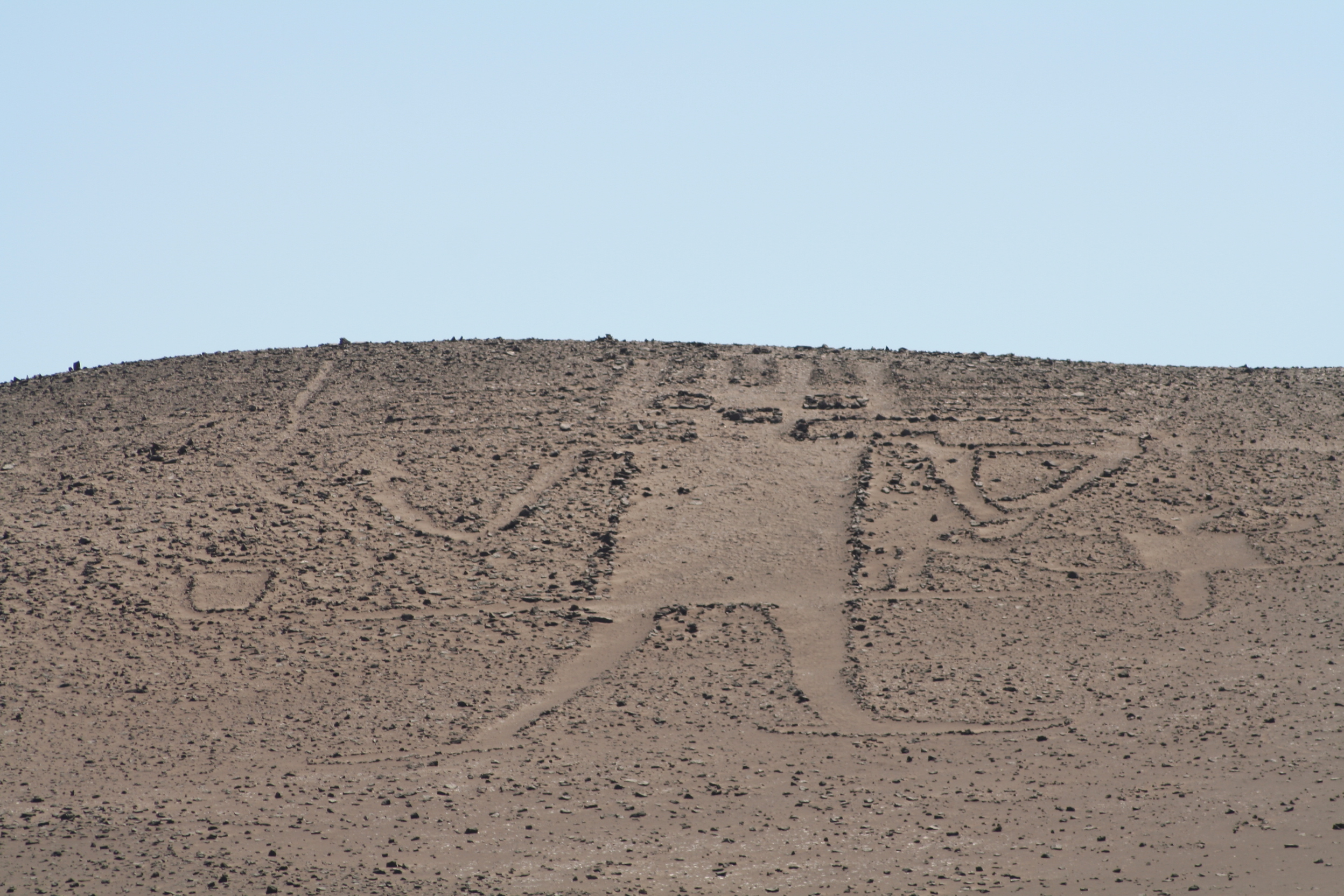
Atacamareus (een geoglief) in de Atacamawoestijn

Chili kent een grote verscheidenheid aan vegetaties. Van noord naar zuid verandert de vegetatie door afname van temperatuur en toename van regen. Van oost naar west verandert het omwille van het hoogteverschil. Hierna volgt een korte beschrijving van de vegetaties in de verschillende gebieden:
- Atacamawoestijn:
Hier vindt men kleine oases midden in de woestijn met zoutminnende doornstruiken en bomen. De bomen staan ver uit elkaar.
Waar veel nevel binnendrijft zijn nevelbossen ontstaan. De vegetatie die hier ontstaat wordt loma-vegetatie genoemd, met onder andere verschillende soorten cactussen, korstmossen, doornstruiken en tillantia-soorten, dit zijn planten met bijna geen wortels die hun water met hun bladeren uit de lucht filteren. De overgangszone van de Atacamawoestijn naar de Altiplano wordt gekenmerkt door de kandelaarcactus en de zuilcactus.
- Altiplano-hooglandsteppe:
Op deze droge grassteppen groeien vooral tola en paja brava. Dit zijn twee harde grassoorten.
- Halfwoestijnen:
De halfwoestijnen van het Kleine Noorden zijn al veel dichter begroeid met cactussen en doornstruiken. Verder groeien hier ook kruiden en grassen. Als het veel regent verandert de woestijn enkele weken in een bloemenzee. In het Nationaal Park Fray Jorge is een zeldzaam ‘loma-nevelwoud’ ontstaan, met boomsoorten die verder alleen in Zuid-Chili voorkomen.
- Mediterrane bossen:
Het oorspronkelijke loofbos in Centraal-Chili is teruggebracht tot een paar resten in het kustgebergte en in de Andesdalen. Elders vindt men hier bossen vooral bestaande uit een acaciasoort en uitgestrekte gebieden met hoog struikgewas en cactussen. Ook nog bijzonder in deze regio zijn de bossen van Chileense palmen, een beschermde soort waarvan nog maar ca. 200.000 exemplaren over zijn. Uit de stam kan sap gehaald worden dat tot siroop wordt geconcentreerd.
- Zuid-Chileense bossen:
De zeer vochtige zone langs de oceaankust bestaat uit gematigde regenwouden met een structuur van drie lagen:
Allereerst een hoge boomlaag met beukensoorten en naaldbomen in de zeer drassige en bergachtige delen van het regenwoud.
Hieronder volgt een lage boom-en struikenlaag. Aan de takken van deze bomen hangen lianen, varens, mossen en korstmossen. Een andere bijzondere verschijning uit het regenwoud is de nalca, een reuzenrabarber die door de Chilenen wordt gegeten.
De bodem van het bos is bedekt met een decimeters dikke laag van bladeren, mossen en levermossen. In deze bossen groeien honderden soorten mossen, in Vuurland zelfs meer dan 400 soorten. Op de eilanden in deze regio is geen boomgroei meer mogelijk door het barre klimaat, hier vindt men alleen nog heide en moerasgebieden.
Op een hoogte van 1000 tot 1500 meter en aan de oostkant van de Andes komen bossen met bladverliezende loofbomen voor. Boven de scherpe boomgrens komen plotseling geen bomen meer voor, door het extreme klimaat ligt die boomgrens op Vuurland al op 500 meter.
Hoog in de Andes van het Chileens-Argentijnse merengebied komen alerce- en araucaria-naaldbossen voor. De araucaria is een 40 tot 50 meter hoge boom met een palmachtige stam en een schermachtige takkenkroon. De Chilenen spreken van paraplubomen of 'Los Paraguas'. Ze groeien hier al ruim 200 miljoen jaar en kwamen aanvankelijk over de hele wereld voor. Deze bomen groeien zeer langzaam en worden meer dan 2000 jaar oud. Ze hebben in geheel Chili een beschermde status.
De alerce is verwant aan de gigantische sequoia’s van Noord-Amerika. Ook deze bomen kunnen 50 meter hoog worden en een ouderdom bereiken van meer dan 4000 jaar. Ze behoren daarmee tot de oudste levende wezens op aarde. Ze leven vooral op steile hellingen in het hooggebergte, in laaglandmoerassen en in geïsoleerde bossen in het Valdiviaamse regenwoud. Hoeveel van deze bomen er nog zijn is niet bekend.
- Patagonische steppe:
Op de plateaus aan de oostkant van het Andesgebergte vindt men geen bomen. De begroeiing bestaat hier uit grassen en stekelige struiken. Na zware regenbuien bloeien op de steppe vele eenjarige bolgewassen.
- Zuidelijke eilanden:
De buitenste eilanden langs de kust van Chileens Patagonië en Vuurland hebben eveneens een boomloze vegetatie, met vooral heide– en veenplanten.

### Steden
De hoofdstad is Santiago. De grootste stad is Puente Alto, met ruim 600.000 inwoners (2006), in de conurbatie van Santiago, dat zelf ongeveer 200.000 inwoners telt (met de conurbatie ruim 5 miljoen).
Enkele andere belangrijke steden zijn Antofagasta, Arica, Concepción, Coquimbo, La Serena, Osorno, San Pedro de Atacama, Temuco, Valparaíso en Punta Arenas.

## Economie

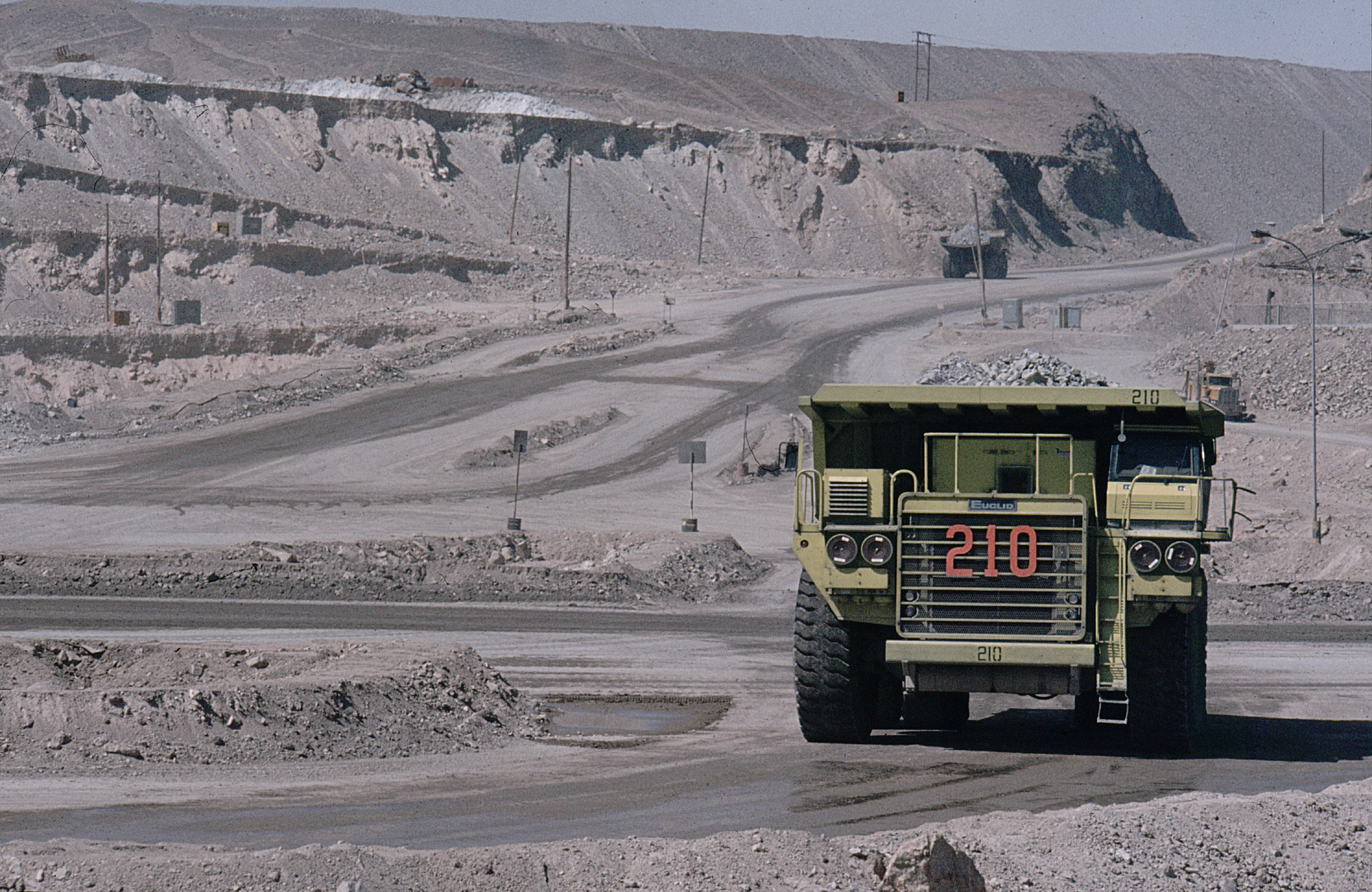
Chili produceert meer dan een derde van 's werelds koper

De Chileense economie is internationaal bekend als een van meest solide van Zuid- en Centraal-Amerika. Hoewel Chili in de loop van de geschiedenis verschillende perioden van crisis heeft gekend, kent het sinds 2000 een belangrijke en stabiele groei. Het neoliberaal model dat werd ingevoerd tijdens het militair regime, werd voortgezet onder de sociaaldemocratische regeringen, die enkel kleine veranderingen hebben aangebracht om de sociale programma's van de regering te financieren.
Chili kent een open markt met een economie gebaseerd op de export en de exploitatie van primaire grondstoffen.
Volgens de cijfers van de Chileense Centrale Bank, steeg de uitvoer gedurende 2006 tot US$ 58.116 miljoen, een stijging van 40,7% in vergelijking met 2005. Deze stijging is het gevolg van verschillende handelsovereenkomsten met zijn voornaamste handelspartners: de Europese Unie, de Verenigde Staten, Zuid-Korea, het SEP en China, alsmede de integratie in verschillende economische fora zoals Asia-Pacific Economic Cooperation en Mercosur. De invoer bedroeg US$ 35.973 miljoen. Het bbp bereikte een nominale waarde van US$ 145.845 miljoen en het bbp per hoofd van de bevolking was 8.875 dollar. Volgens het IMF, was dit bbp het hoogste van Latijns-Amerika. De groei van het bbp was vier procent en de inflatie 2,6 procent.
Het voornaamste exportproduct is koper uit de mijnbouw, die 36% van de wereldmarkt uitmaakt. Ook andere grondstoffen zoals molybdeen, zilver en goud, worden ontgonnen en gecommercialiseerd. Het bedrijf Codelco is een van de grootste mijnbouwbedrijven ter wereld en exploiteert de voornaamste ontginningsgebieden, zoals Chuquicamata en El Teniente. De mijnbouw is de voornaamste economische activiteit van de regio’s Tarapacá, Antofagasta en Atacama, en is van groot belang voor de regio’s Coquimbo, Valparaíso en O'Higgins.
De landbouw en de veeteelt zijn de voornaamste activiteiten in het centrum en het zuiden van het land. De uitvoer van groenten en fruit heeft een historische hoogte bereikt dankzij de vrije toegang tot de Europese en Aziatische markten; dit was eveneens het geval voor de bosbouw en de visserij. Tekenend is dat de Chileense zalmsector de afgelopen jaren Noorwegen heeft ingehaald als voornaamste exporteur van zalm; voorts is Chileense wijn een belangrijk exportproduct. De grote groei van de laatste dertig jaar loopt parallel met het ontstaan en de evolutie van de overheidsorganisatie ProChile die zorgt voor promotie, marktonderzoek en handelsmissies door middel van handelsvertegenwoordigers in meer dan 50 landen over de hele wereld.
De Chileense industrie produceert voornamelijk voor de lokale behoeften en is gevestigd in Santiago en in mindere mate in Valparaíso en Concepción. Aan het begin van de eenentwintigste eeuw is de voedingsmiddelenindustrie verder uitgebouwd en gepromoot, met als doel Chili om te vormen tot een wereldspeler tegen het jaar 2010. Voorts heeft Chili zich omgevormd tot een platform voor buitenlandse investeringen voor andere Latijns-Amerikaanse landen; vele buitenlandse bedrijven hebben hun zetel gevestigd in Santiago. Er zijn eveneens veel investeringen gedaan in de dienstensector in deze stad. Chili heeft een vrij uitgebreid netwerk autosnelwegen.
De officiële munt in Chili is sinds 1975 de Chileense peso.

## Kopermijnen

### Economie
Kopermijnen spelen een belangrijke rol voor de Chileens economie. De export van koper zorgt voor ongeveer 50% van de exportinkomsten van Chili en is goed voor 10% van het Chileense BBP. Ook werkt een groot deel van de bevolking in de koperindustrie. De industrie zorgt namelijk voor zo'n 390.000 banen en biedt zekerheid voor veel gezinnen. Niet alleen dit maar ook de armoede is flink gedaald door de industrie. Het gemiddelde inkomen in chili was in 2016 tegenover de jaren 90 bijna verviervoudigd en in 2016 leefde nog maar minder dan een derde van de bevolking in armoede.
Helaas is er door de groeiende economie van de export van koper ook veel ongelijkheid ontstaan. Regio's waar veel mijnbouw plaatsvindt hebben een hoger gemiddelde BBP per hoofd dan regio's waar weinig tot geen mijnbouw plaatsvindt. Dit zorgt voor regionale ongelijkheid tussen mensen die wel en niet in de buurt van mijnen kunnen wonen. Kwetsbare groepen zoals ouderen en plattelandsbewoners zijn hier vaak de dupe van, omdat zij een relatief laag inkomen blijven houden en moeite hebben met de stijgende prijzen door economische groei.

### Milieu
Helaas heeft de koperindustrie wel veel negatieve effecten op het milieu van Chili. Het delven van koper neemt veel land in beslag en heeft grootschalige landverplaatsing nodig. Dit kan lijden tot een verlies van biodiversiteit en bodemerosie. Ook komen er giftige stoffen vrij bij het verwerken van ertsen die voor verzuring kunnen zorgen en de luchtkwaliteit kunnen verslechteren. 
Ook mijnbouwafval kan voor veel problemen zorgen. Om dit afval te dumpen is veel land nodig. Deze vraag om land gaat vaak in conflict met andere behoeften voor land zoals agricultuur en veehouderij, maar ook woonplaatsen voor de bevolking van Chile. Dit heeft er vaak voor gezorgd dat mensen hun woonplekken moesten verlaten om ruimte te maken voor dit afval. Vaak gebeurt dit bij mensen met een laag inkomen en een lage social status, omdat dezen het meest kwetsbaar zijn.

## Politiek

### Bestuur

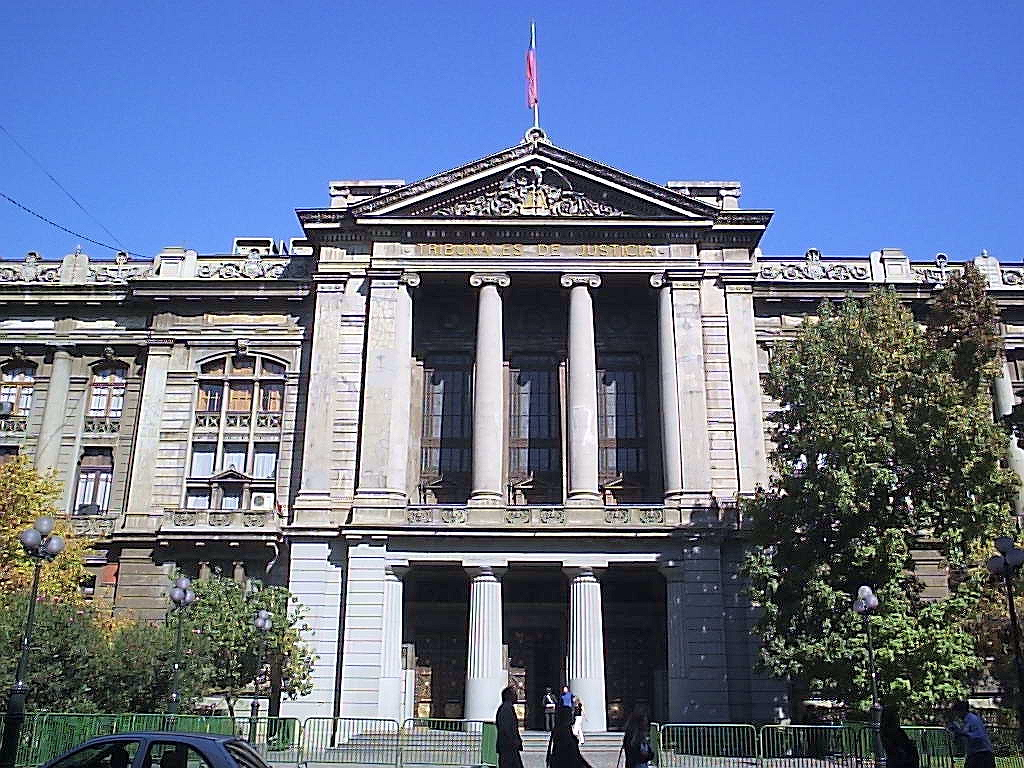
Het Paleis van Justitie in de hoofdstad Santiago

Het staatshoofd, tevens regeringsleider, van Chili is een president die elke vier jaar gekozen wordt. Volgens de Chileense grondwet mag een president geen twee aaneengesloten termijnen dienen; een zittend president wordt dus nooit direct herkozen. De huidige president is sinds 2022 Gabriel Boric.
Het parlement (Congreso Nacional) bestaat uit twee kamers: de Senaat (Senado, 50 leden) en de Kamer van Afgevaardigden (Cámara de Diputados, 155 leden).
Politieke partijen zijn onder andere:
- Christendemocratische Partij van Chili (PDC)
- Socialistische Partij van Chili (PSC)
- Onafhankelijke Democratische Unie (UDI)
- Nationale Hernieuwing (RN)
- Communistische Partij van Chili (PCC)
- Humanistische Partij (PH)
- Sociaaldemocratische Radicale Partij (PRSD)
- Partij voor de Democratie (PPD)
- Regionalistische Partij van de Onafhankelijken (PRI)
- Progressieve Partij (PRO)
- Groene Ecologische Partij van Chili (Partido Ecologista)

### Bestuurlijke indeling
Chili bestaat uit zestien regio's. Deze bestaan elk uit verscheidene provincies, 56 in totaal. De provincies zijn op hun beurt ingedeeld in gemeenten, 346 voor heel Chili.

## Bezienswaardigheden
- Nationaal park Rapa Nui (Paaseiland)
- Kerken van Chiloé
- Historische wijk van de havenstad Valparaíso
- Salpetergroeves Humberstone en Santa Laura
- Mijnstad Sewell
- Nationaal park Torres del Paine